# Fisklösen (Gustav Adolfs socken, Värmland, 666178-139723)
Fisklösen är en sjö i Hagfors kommun i Värmland och ingår i Göta älvs huvudavrinningsområde. Sjöns area är 0,037 kvadratkilometer och den är belägen 320 meter över havet.